# Christopher Rich
Christopher Rich (1657—1714) fue un abogado y un empresario teatral en el Londres de finales del siglo XVII y principios del XVIII, padre del importante empresario John Rich. 
Christopher Rich dirigió la monopolística United Company desde 1693, con métodos tan autocráticos que los actores principales, entre quienes estaban Thomas Betterton, Elizabeth Barry, y Anne Bracegirdle se rebelaron y formaron una compañía cooperativa de intérpretes en 1695.
- Datos: Q2966642